# Archinome rosacea
Archinome rosacea är en ringmaskart som först beskrevs av Blake 1985.  Archinome rosacea ingår i släktet Archinome och familjen Euphrosinidae. Inga underarter finns listade i Catalogue of Life.